# Korbany
Korbany (ros. Корбаны) – wieś (ros. деревня, trb. dieriewnia) w zachodniej Rosji, w osiedlu wiejskim Ponizowskoje rejonu rudniańskiego w obwodzie smoleńskim.

## Geografia
Miejscowość położona jest 2 km od granicy z Białorusią, 4 km od drogi regionalnej 66A-4 (Dubrowo / 66K-30 – Uzgorki – granica z Białorusią / Kałyszki), 5 km od drogi regionalnej 66K-30 (Diemidow – Zaozierje), 14 km od centrum administracyjnego osiedla wiejskiego (sieło Ponizowje), 24 km od centrum administracyjnego rejonu (Rudnia), 78 km od Smoleńska.
W granicach miejscowości znajduje się ulica Lesnaja (8 posesji).

## Historia
W czasie II wojny światowej od lipca 1941 roku wieś była okupowana przez hitlerowców. Wyzwolenie nastąpiło w październiku 1943 roku.
Uchwałą z dnia 20 grudnia 2018 roku w skład jednostki administracyjnej Ponizowskoje weszły wszystkie miejscowości zlikwidowanego osiedla wiejskiego Klarinowskoje (w tym Korbany).

## Demografia
W 2010 r. miejscowość zamieszkiwało 8 osób.